# حیات (روزنامه)
حیات نام یکی از مطبوعات استان فارس در دوران قاجاریه است.
این روزنامه از سال ۱۳۲۸ هـ. ق به وسیله محمدحسین شریعت مشهور به حیات که بعد از نهضت مشروطه نام خانوادگی آزادی را برگزیدند در شیراز به چاپ رسیده‌است. شیخ محمد حسین شریعت (آزادی) از فضلا و دانشمندان و آزادی خواهان شیراز بود. او در سال ۱۳۲۵ ق. دبستان شریعت را بنا به درخواست آقا میرزا ابراهیم مجتهد محلاتی تأسیس کرد. در سال ۱۳۲۸ ق. با یاری آقا صوفی امیرشاه- آزادی‌خواه هندی- که از انگلستان فرار کرده بود، روزنامه حیات را انتشار داد. او با این کار به مبارزه با نفوذ بیگانگان پرداخت اما چون آقا صوفی مورد تعقیب دولت انگلیس قرار گرفت و مجبور به فرار از شیراز شد، روزنامه نیز بعد از انتشار ۸ شماره تعطیل گردید. دوره دوم انتشار آن از شعبان ۱۳۳۳ ق. شروع شد. از آنجا که این روزنامه ارگان حزب دمکرات فارس بود و در قضایا و انقلابات فارس در سال‌های ۱۳۳۳ و ۱۳۳۴ ق. نقش داشت و با ظلم و دخالت خارجیان در ایران مبارزه می‌کرد، بار دیگر در سال ۱۳۳۴ ق. تعطیل و شیخ محمد حسین شریعت نیز دستگیر و به جرم وطن‌خواهی به زندان افتاد اما او میدان مبارزه را رها نکرد بلکه با پیوستن به حزب دمکرات فارس فعالیت سیاسی و فرهنگی خود را دنبال کرد و سومین دوره انتشار حیات را در جمادی‌الاول ۱۳۳۶ ق. پی گرفت.
در اولین شماره این دوره آمده:
نامه حق گوی حیات در حالی که مهر فروزان در وسط السماء سیاست، افق ایران را با نور راستی نورافشان نمود و در هنگامی که چون چراغ هدایت ملت محبوب خود را ظلمات و گمراهی و گریوه‌های سخت هولناک، هوشیار و آگاه می‌کرد ناگهان تیره ابری مصادف شد و تندبادی بر او وزیدن گرفت. چهره در نقاب خفا کشید و خاموش شد. ولی از آنجایی که چراغ ایزدی را فرونشاندن و آفتاب تابان را گل اندودن خلاف رأی خردمندان و منافی انتظار پاک بینان است، این بود که از رخ پرده ظلمت فرو هشت و آتش ملت خواهیش باز مشتعل ساخت. از این رو بر وظیفه خود بازآمده و خامه مسئولیت به دست گرفت.
روزنامه حیات معمولاً در ۴ صفحه و با خط نستعلیق و به صورت هفته‌ای یک بار منتشر می‌شد و روزنامه‌ای سیاسی - تاریخی بود. سردبیری آن را مدت‌ها محمد حسین استخر (وکیل، قاضی، نویسنده، و روزنامه‌نگار مشروطه خواه معروف شیراز و مدیر روزنامه استخر، اهل بوانات فارس) به عهده داشت که سرانجام پس از سال‌ها فعالیت سیاسی و فرهنگی در ۲۰ شهریور ۱۳۰۲ درگذشت.